# Pentatonix
Pentatonix (de obicei prescurtat PTX) este un grup muzical american a cappella, alcătuit inițial din cinci vocaliști: Scott Hoying, Mitch Grassi, Kirstin Maldonado, Avi Kaplan și Kevin Olusola, dar în 2017 Avi a anunțat că părăsește grupul, și a fost înlocuit de către Matt Sallee. Grupul s-a format în Arlington, Texas. Cei cinci s-au făcut cunoscuți în 2011, la câștigarea emisiunii „The Sing Off”. După lansarea a 3 albume de cover-uri, 2 de Crăciun și propriul documentar intitulat „On My Way Home”, în octombrie 2015 și-au lansat un album numai cu piese originale, care vor fi interpretate în următorul turneu, începând din aprilie 2016.

## Evoluție
Scott Hoying, Mitch Grassi și Kirstin Maldonado, prieteni de la vârsta de 8 ani, au decis în liceu să își formeze propria trupă, numită The Trio. Pe parcurs, cei 3 tineri i-au cunoscut pe Avi Kaplan și Kevin Olusola, astfel formându-se Pentatonix.
PTX au participat în 2011 la show-ul televizat  The Sing Off ,câștigând sezonul 3 și astfel făcându-se cunoscuți . Cei 5 au devenit și mai populari postând cover-uri pe YouTube (în prezent având peste 10 milioane de urmăritori ) și lansând 3 albume de cover-uri printre care și câteva melodii originale și 2 albume de Crăciun.
În 2015 , Pentatonix au plecat în On My Way Home Tour și și-au lansat propriul documentar , intitulat On My Way Home.
Tot în 2015, PTX și-au lansat primul album cu piese originale , numit Pentatonix . Începând din primăvara anului 2016,cei 5 vor pleca în Pentatonix World Tour 2016 .
În 2015 au câștigat și primul lor Grammy , la categoria Best Arrangement, Instrumental or A Cappella cu melodia Daft Punk , urmând în 2016 al doilea , tot la aceeași categorie , dar cu Dance Of The Sugar Plum Fairy .
În 2017, printr-un videoclip postat pe Facebook, cu lacrimi în ochi, Avi Kaplan anunță că vrea: ,,să facă un pas înapoi" din Pentatonix, deoarece își dorește să petreacă mai mult timp alături de familia și prietenii săi.

## Premii
Câștigarea sezonului 3 „The Sing Off” (2011).
Response of the Year,premiile Youtube -împreună cu  Lindsey Stirling (2013).
Primul Grammy (Cel mai bun aranjament , instrumental sau A Cappella (2015) cu melodia Daft Punk .
Al doilea Grammy (Cel mai bun aranjament , instrumental sau A Cappella (2016) cu melodia Dance of the Sugar Plum Fairy .

## Albume
PTX, Volume 1 (2012)
1.Starships
2.The Baddest Girl
3.Somebody That I Used to Know
4.Aha!
5.Show You How to Love
6.Love You Long Time
7.We Are Young
PTXmas
1.Angels We Have Heard on High
2.O Come, O Come Emmanuel
3.Carol of the Bells
4.The Christmas Song (Chestnuts Roasting on an Open Fire)
5.O Holy Night
6.This Christmas
7.Little Drummer Boy
8.Go Tell It On the Mountain
PTX, Vol. II (2013)
1.Can't Hold Us
2.Natural Disaster
3.Love Again
4.Valentine
5.Hey Momma / Hit the Road Jack
6.I Need Your Love
7.Run to You
8.Daft Punk
9.Save the World / Don't Worry Child
PTX, Vol. III (2014)
1.Problem
2.On My Way Home
3.La La Latch
4.Rather Be
5.See Through
6.Papaoutai
7.Standing By
That's Christmas To Me (2014) si That's Christmas to Me (Deluxe Edition) (2015)
1.Hark! The Herald Angels Sing
2.White Winter Hymnal
3.Sleigh Ride
4.Winter Wonderland / Don't Worry Be Happy (feat. Tori Kelly)
5.That's Christmas to Me
6.Mary, Did You Know?
7.Dance of the Sugar Plum Fairy
8.It's the Most Wonderful Time of the Year
9.Santa Claus is Coming to Town
10.Silent Night
11.Let It Go (Bonus Track)
12.Joy to the World
13.Just for Now
14.The First Noel
15.Have Yourself a Merry Little Christmas
16.Mary, Did You Know? (feat. The String Mob)
Pentatonix și Pentatonix (Deluxe Version) (2015)
1.Na Na Na
2.Can't Sleep Love
3.Sing
4.Misbehavin'
5.Ref
6.First Things First
7.Rose Gold
8.If I Ever Fall In Love (feat. Jason Derulo)
9.Cracked
10.Water
11.Take Me Home
12.New Year's Day
13.Light In the Hallway
14.Where Are Ü Now
15.Cheerleader
16.Lean On
1
7.Can't Sleep Love (feat. Tink)